# Deadline (eksperimentalfilm)
 For alternative betydninger, se Deadline. (Se også artikler, som begynder med Deadline)
Deadline er en dansk eksperimentalfilm fra 1994 instrueret af Karsten Andersen efter eget manuskript.

## Handling
Sporten at dræbe dyr – set med dyrets øjne.